# Lili Mirojnick
Lili Mirojnick (New York, 9 aprile 1984) è un'attrice statunitense.

## Biografia
Figlia della costumista Ellen Mirojnick e di suo marito Barry, si è formata all'Accademia americana di arti drammatiche.
Inizialmente occupata soprattutto in teatro, a partire dal 2005 è stata impegnata sia al cinema (tra gli altri, in Amici di letto e Superfast & Superfurious) che, soprattutto, in serie TV (Person of Interest, Blue Bloods, Gray's Anatomy). 
Dal 2017 è tra i protagonisti della serie Happy!.

## Doppiatrici italiane
Nelle versioni in italiano delle opere in cui ha recitato, Lili Mirojnick è stata doppiata da:
- Emanuela D'Amico in The Glades
- Erica Necci in Grey's Anatomy
- Gemma Donati in Happy!
- Chiara Oliviero in Elementary